# Guillermo Le Testu
Guillaume [Guillermo] Le Testu (El Havre, ca. 1509 - cerca de Nombre de Dios (Panamá), 29 de abril de 1573), fue un marino, corsario, explorador y cartógrafo francés, recordado por haber explorado el litoral brasileño en 1551 y cartografiado la bahía de Guanabara, en la desembocadura del rivière de Janvier (futuro Río de Janeiro). Fue el autor de un atlas de 56 cartas (Cosmographie Universelle selon les navigateurs, tant anciens que modernes, 1555-1556) y colaborador de la escuela de cartografía de Dieppe.
Protestante, fue encarcelado durante las guerras de religión y, finalmente, liberado por Carlos IX. Luego se convirtió en capitán de un barco corsario de 80 toneladas. En 1573, cuando se encontraba en la región del istmo  de Panamá, se unió a sir Francis Drake,  del que se convierte en piloto de altura, y a quien revela que tiene que existir un pasaje entre los océanos Atlántico y Pacífico al sur de la Patagonia. Participó con él en un ataque con éxito el 31 de marzo contra un convoy de plata español en Nombre de Dios (hoy Panamá, entonces en la Nueva España), un puerto en el istmo que era usado por la Flota de Indias. Fue herido y hecho prisionero por los españoles que le ajusticiaron días más tarde.
Un barrio de El Havre lleva hoy día su nombre.

## Obra
- Mappemonde en deux hémisphères: «Ceste Carte Fut pourtraicte en toute perfection Tant de Latitude que Longitude Par moy Guillaume Le Testu Pillotte Royal Natif de La ville Françoise de grace... et fut achevé le 23e jour de May 1566.» En este mapamundi, no hay rastros de los vientos que marcan el norte, el sur, el este y el oeste, sino las caras que soplan e indican las direcciones. disponible en Gallica

- Cosmographie universelle: dibujado y pintado en 1556 para el almirante de Francia  Gaspard de Coligny. Le Testu, piloto real en Le Havre, participó en la expedición de Villegagnon a Brasil y fue el compañero de aventuras del famoso pirata Francis Drake. Enriquecida con cincuenta y seis mapas iluminados, la Cosmographie universelle  describe la totalidad del mundo conocido, agregando a los territorios recién descubiertos —como las Américas o el Lejano Oriente— los territorios representados «par imagination». Como la hipotética Tierra Austral, desplegada en doce mapas, y que une Java con Tierra del Fuego. En esos lugares distantes se encuentran bestias fabulosas y pueblos monstruosos, unicornios y grifos que se portan bien con los pigmeos, los gigantes, las amazonas y los cíclopes. Este trabajo total y abundante, hasta ahora inédito, combinaba la cosmografía matemática heredada de Ptolomeo con el legado de las maravillas de la Edad Media y la cartografía náutica de las cartas portulanas. Las conquistas de Alejandro Magno en Asia se prolongan en los viajes de Marco Polo y las navegaciones más recientes de los portugueses. Los viajes de Jacques Cartier incluyen sus huellas en una América que acababa de aparecer en el horizonte de los europeos. En 2012, la Cosmographie universelle fue objeto de una nueva emisión conjunta de Arthaud, el Ministerio de Defensa francés (SGA / DMPA y el Service historique de la Défense) y Carnets des Tropiques.